# Denemarken op het Eurovisiesongfestival 2010

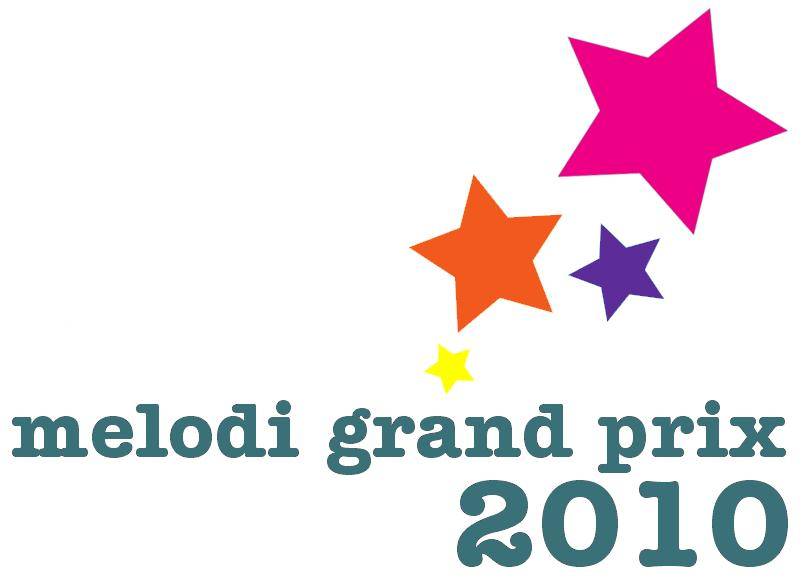

Denemarken werd op het Eurovisiesongfestival 2010 in Oslo vertegenwoordigd door Chanée & N'evergreen met het lied In a moment like this. Het was de 39ste deelname van Denemarken aan het songfestival.

## Dansk Melodi Grand Prix 2010

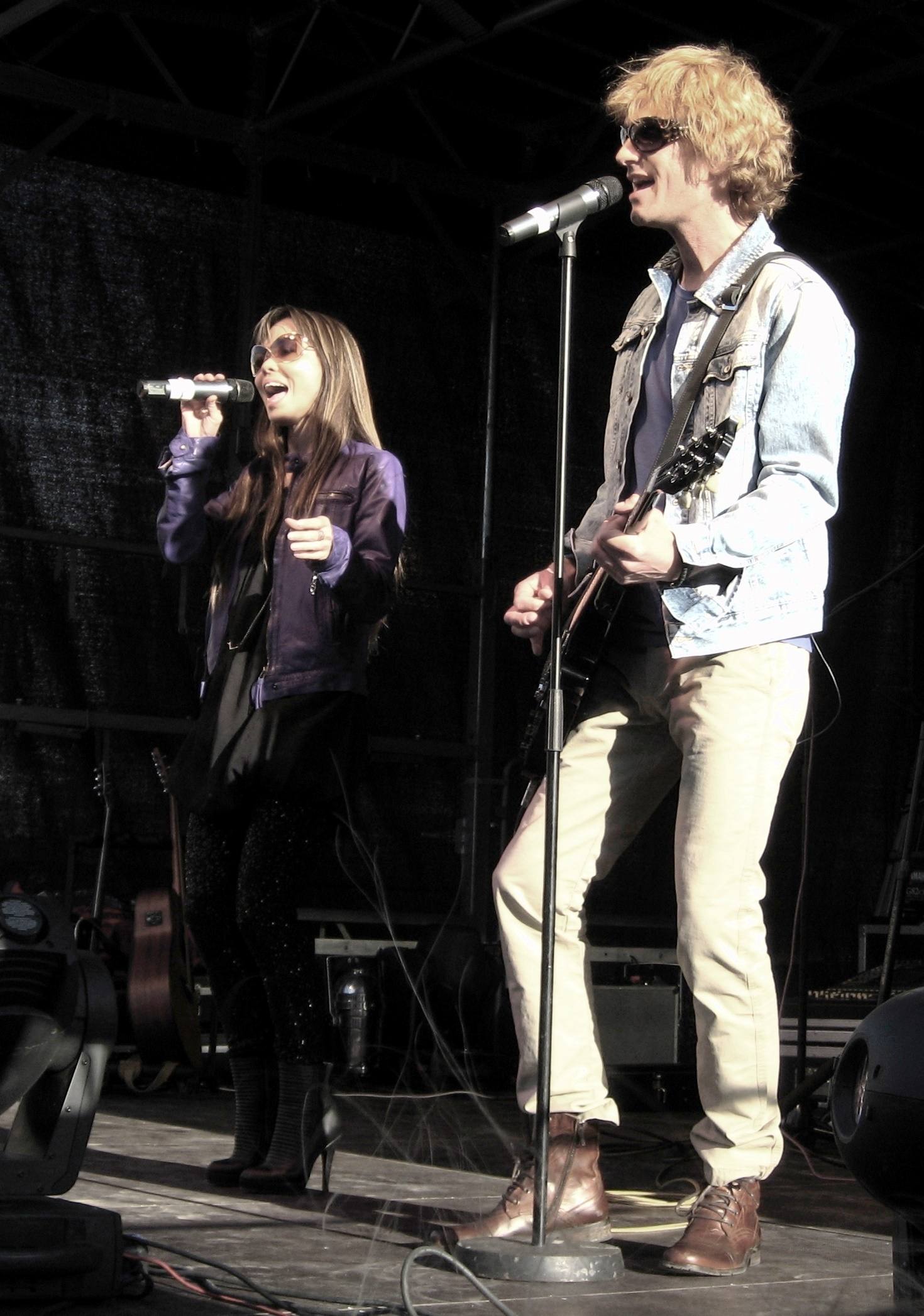
Chanée en Tomas N'evergreen

De Dansk Melodi Grand Prix werd op 6 februari 2010 gehouden in Gigantium in Aalborg. Er werd gebruikgemaakt van hetzelfde format als in 2009. Er deden tien artiesten mee, waarvan er vier doorgingen naar de volgende ronde.
| Startplaats | Artiest              | Lied                    | Tekst (l) / Muziek (m)                                                                           | Resultaat            |
| ----------- | -------------------- | ----------------------- | ------------------------------------------------------------------------------------------------ | -------------------- |
| 1           | Bryan Rice           | "Breathing"             | Peter Bjørnskov (m & l)                                                                          | Wildcard Super-final |
| 2           | Joakim Tranberg      | "All About a Girl"      | Lars Halvor Jensen (m & l), Martin Michael Larsson (m & l), Ronan Keating (m & l)                | Out                  |
| 3           | MariaMatilde Band    | "Panik!"                | Maria Sejer (m & l), Matilde Kühl (m & l), Mads Haugaard (m & l), Marcus Winther-John (m & l)    | Out                  |
| 4           | Simone               | "How Will I Know"       | Jacob Launbjerg (m), Andreas Mørck (l)                                                           | Super-final          |
| 5           | Jens Marni           | "Gloria"                | Svend Gudiksen (m & l), Johannes Jørgensen (m & l), Noam Halby (m & l)                           | Out                  |
| 6           | Chanée & N'evergreen | "In a Moment Like This" | Thomas G:son (m & l), Henrik Sethsson (m & l), Erik Bernholm (m)                                 | Super-final          |
| 7           | Kaya Brüel           | "Only Tonight"          | Kaya Brüel (m & l)                                                                               | Wildcard Out         |
| 8           | Thomas Barsøe        | "Just Like Rain"        | Patrick Jonsson (m & l), Joakim Övrenius (m & l), Thomas Karlsson (m & l), Thomas Barsøe (m & l) | Out                  |
| 9           | Sukkerchok           | "Kæmper for kærlighed"  | Lasse Lindorff (m & l), Martin Michael Larsson (m & l), Lise Cabble (m & l)                      | Wildcard Out         |
| 10          | Silas & Kat          | "Come Come Run Away"    | Lise Cabble (m & l), Simon Munk (m & l)                                                          | Super-final          |

### Knock-outronden
In de tweede stemronde namen de vier finalisten het in twee duo's tegen elkaar op. Zangeres Simone streed tegen Chanée & N'evergreen, terwijl Silas & Kat het opnamen tegen Bryan Rice. De finale werd gehaald door Chanée & N'evergreen en Bryan Rice. De winnaar van Dansk Melodi Grand Prix 2010 was het lied In a Moment Like This, gezongen door Chanée & N'evergreen.
| Halve finale                                   |                          |  | Finale |
|                                                |                          |  |        |
| Simone – "How Will I Know"                     |                          |  |        |
| Chanée & N'evergreen – "In a Moment Like This" |                          |  |        |
| Chanée & N'evergreen – "In a Moment Like This" |                          |  |        |
|                                                |                          |  |        |
|                                                | Bryan Rice – "Breathing" |  |        |
| Silas & Kat – "Come Come Run Away"             |                          |  |        |
|                                                |                          |  |        |
| Bryan Rice – "Breathing"                       |                          |  |        |

## In Oslo
In Oslo trad Denemarken eerst aan in de tweede halve finale. Aan het eind van de avond bleek dat Chanée en N'evergreen bij de tien beste acts waren geëindigd, waarmee ze zich kwalificeerden voor de finale. Later werd bekend dat het duo op de vijfde plaats was geëindigd met 101 punten.
Bij het begin van het optreden werden Chanée en N'evergreen van elkaar gescheiden door een glazen wand, maar aan het einde huppelden ze vrolijk hand in hand over het podium. Tijdens de Eurovisieweek ontstond er wat heibel tussen het duo en verdween de magie tussen hen. Toch was de spanning tussen hen niet echt voelbaar op het podium. In de finale eindigden ze op de vierde plaats, de beste score voor Denemarken sinds de winst in 2000.

### Gekregen punten

#### Halve Finale 2
| 12 punten                                     | 10 punten                       | 8 punten           | 7 punten    | 6 punten                 |
| --------------------------------------------- | ------------------------------- | ------------------ | ----------- | ------------------------ |
| - Roemenië - Zweden                           | - Slovenië                      | - Noorwegen        | - IJsland   | - Azerbeidzjan - Turkije |
| 5 punten                                      | 4 punten                        | 3 punten           | 2 punten    | 1 punt                   |
| - Armenië - Litouwen - Oekraïne - Zwitserland | - Ierland - Kroatië - Nederland | - Cyprus - Georgië | - Bulgarije |                          |

#### Finale
| 12 punten                                         | 10 punten                                   | 8 punten                     | 7 punten                                                             | 6 punten              |
| ------------------------------------------------- | ------------------------------------------- | ---------------------------- | -------------------------------------------------------------------- | --------------------- |
| - Ierland - IJsland - Polen - Roemenië - Slovenië | - Letland                                   | - Malta - Noorwegen - Zweden | - Slowakije                                                          | - Verenigd Koninkrijk |
| 5 punten                                          | 4 punten                                    | 3 punten                     | 2 punten                                                             | 1 punt                |
| - Armenië - Estland                               | - Azerbeidzjan - Israël - Portugal - Spanje | - Litouwen                   | - Albanië - België - Finland - Kroatië - Noord-Macedonië - Nederland | - Rusland             |

### Punten gegeven door Denemarken

#### Halve Finale 2
Punten gegeven in de halve finale:
| 12 punten | Zweden       |
| 10 punten | Turkije      |
| 8 punten  | Roemenië     |
| 7 punten  | Cyprus       |
| 6 punten  | Ierland      |
| 5 punten  | Azerbeidzjan |
| 4 punten  | Nederland    |
| 3 punten  | Oekraïne     |
| 2 punten  | Kroatië      |
| 1 punt    | Litouwen     |

#### Finale
Punten gegeven in de finale:
| 12 punten | Duitsland    |
| 10 punten | België       |
| 8 punten  | Roemenië     |
| 7 punten  | Frankrijk    |
| 6 punten  | Turkije      |
| 5 punten  | Noorwegen    |
| 4 punten  | Portugal     |
| 3 punten  | IJsland      |
| 2 punten  | Azerbeidzjan |
| 1 punt    | Cyprus       |